# LIM-49 Spartan
El LIM-49 Spartan fue un misil antibalístico del ejército de los Estados Unidos, diseñado para interceptar ojivas nucleares atacantes de misiles balísticos intercontinentales a larga distancia y mientras aún estaban fuera de la atmósfera. Para el despliegue real, se planeó una ojiva termonuclear de cinco megatones para destruir las ojivas de los misiles balísticos intercontinentales entrantes. Era parte del Programa Salvaguarda.
El Spartan fue el último y, como resultó, el desarrollo final de una larga serie de diseños de misiles del equipo de Bell Laboratories y Douglas Aircraft Company que comenzó en la década de 1940 con el MIM-3 Nike Ajax. El Spartan se desarrolló directamente a partir del LIM-49 Nike Zeus anterior, conservando el mismo identificador de tres servicios, pero creciendo y con un alcance más largo, desde las 250 millas náuticas (460 km; 290 millas) del Zeus hasta aproximadamente 450 millas náuticas (830 km; 520 millas).
El Spartan fue reemplazado por el proyecto Nike-X, convirtiéndose más tarde en el Programa Sentinel. Esto finalmente fue cancelado y reemplazado por el Programa Salvaguarda, mucho más pequeño. Los Spartans fueron desplegados como parte del sistema Safeguard desde octubre de 1975 hasta principios de 1976.